# Bryan G. Norton
 (février 2011).
Si vous disposez d'ouvrages ou d'articles de référence ou si vous connaissez des sites web de qualité traitant du thème abordé ici, merci de compléter l'article en donnant les références utiles à sa vérifiabilité et en les liant à la section « Notes et références ».
Bryan G. Norton est un philosophe et éthicien de l'environnement. Il obtient son doctorat en philosophie à l'Université du Michigan en 1970. Sa spécialité est la philosophie des sciences et de leurs changements. Il est l'auteur de diverses publications portant sur le développement durable et l'éthique de l'environnement,,.

## Pour une durabilité forte
Contestant les propos de l'économiste et Prix Nobel Robert Solow, Norton prône une intérprétation forte du développement durable. Il estime que  le concept de substitution est inopérant en matière de durabilité. Le développement durable, en effet, comporte trois pôles : économique, social et environnemental. L'idée même de durabilité est liée au possible développement des sphères économiques et sociales (poursuite de la croissance, réduction des inégalités, dignité pour tous) sans compromettre la survie des systèmes naturels. De manière pragmatique, le développement durable table sur un progrès économique et social sans destruction de l'environnement et sans  appauvrissement des ressources.
Il existe deux interprétations du développement durable : l'une faible, l'autre forte. Solow, tenant de la durabilité faible, prétend en effet qu'il est toujours possible de substituer du capital technologique à du capital naturel. En clair, la destruction des écosystèmes peut être contrebalancée par des techniques qui serviront aux générations futures et leur permettront de répondre efficacement à leurs besoins. Suivant ce point de vue, il est logique que le développement durable en appelle à plus de croissance, plus de science, en vue de promouvoir des technologies plus sobres, plus performantes.
Pour Norton, au contraire, le concept de substitution est insuffisant. Il existe des ressources que l'on peut remplacer, auxquelles on ne peut substituer de la technologie. Norton croit en effet que léguer des techniques, ce n'est pas comme léguer des ressources. La durabilité forte présuppose que la substitution n'est valable que dans un nombre restreint de domaines et qu'il est dangereux, de vouloir l'étendre à tous. Être durable, c'est reconnaître la nécessité écosystémique, admettre la place de l'homme dans son environnement. En clair, on ne peut éternellement chercher des substitutions, des technologies, en vue d'assurer une croissance économique durable. De ce point de vue, le développement durable conteste la science  et la marche en avant des technologies.

## Pour un anthropocentrisme faible
Traitant d'éthique, Norton nous invite à repenser notre relation à l'environnement. Toutefois, bien plutôt que de rejeter l'anthropocentrisme (qui fait de l'homme l'unique valeur, le seul être envers qui nous ayons des devoirs) comme le faisait Paul W. Taylor, Norton propose une ré-interprétation du concept anthropocentriste, rejetant les doctrines utilitaristes (qui ne valorisent la nature qu'en tant que stock de ressources, d'éléments utiles au développement des sociétés humaines et devant être conservés en vue de cette fin unique),.

## Préférences senties et préférences réfléchies
Norton s’appuie sur l’idée que les systèmes de valeur changent les désirs des gens : un écologiste n’aura pas les mêmes comportements, ni  les mêmes désirs qu’un productiviste. Certains désirs sont spontanés, juste ressentis, et sont induits par le système de valeur productiviste, tandis que d’autres résultent d’une modification du système de valeur ambiant, ils sont réfléchis. Or, Norton considère que l’éthique et la déontologie standard sont basées uniquement sur des désirs ressentis, et non pas réfléchis. Pour Norton, le défaut de l’éthique standard, non-environnementale est de ne pas tenir compte des désirs sentis, mais plutôt de conscientiser ces désirs, de les rationaliser et d'aboutir à des préférences réfléchies qui seraient donc passées par un processus de réflexion. 